# Stazione di Shin-Asahi
La stazione di Shin-Asahi (新旭駅?, Shin-Asahi-eki) è una stazione ferroviaria della città di Takashima, nella prefettura di Shiga in Giappone. La stazione è gestita dalla JR West e serve la linea Kosei sulla sponda occidentale del lago Biwa.

## Linee
JR West
■ Linea Kosei

## Struttura
La stazione è costituita da due marciapiedi laterali con 2 binari su viadotto. 
Per quanto riguarda il traffico, per tutto il giorno alla stazione fermano circa 2 treni all'ora (fra cui un Rapido Speciale).
| 1 | ■ Linea Kosei | per Ōmi-Imazu e Tsuruga      |
| 2 | ■ Linea Kosei | per Yamashina, Kyoto e Ōsaka |

## Stazioni adiacenti
| «           | Servizio      | »           |
| Linea Kosei | Linea Kosei   | Linea Kosei |
| ----------- | ------------- | ----------- |
| Adogawa     | Tutti i treni | Ōmi-Imazu   |